# Residencia de Señoritas
La Residencia de Señoritas va ser el primer centre oficial destinat a fomentar l'ensenyament universitari per a dones a Espanya. Dirigida des de la seva creació el 1915 per la pedagoga institucionista María de Maeztu, va deixar de funcionar el juliol de 1936 i va desaparèixer com a tal després de la Guerra Civil.

## Història
La Residencia de Señoritas va obrir les portes a l'octubre de 1915. El seu limitat pressupost inicial va sortir de part dels diners pressupostats per als viatges dels nombrosos pensionats o becaris de la Junta d'Ampliació d'Estudis i Investigacions Científiques (JAE), als quals la Primera Guerra Mundial havia impedit la sortida a Europa. Es va instal·lar en un dels hotelets arrendats per la Institució a l'International Institute for Girls in Spain i situats al carrer de Fortuny, número 53, de Madrid, que havia deixat vacant el trasllat de la Residència d'Estudiants al nou complex en construcció a la zona de Los Altos del Hipódromo. La progressiva afluència de noves alumnes va fer necessària la seva divisió en grups i la seva instal·lació en edificis llogats per la JAE en l'entorn dels carrers Fortuny, Rafael Calvo i Miquel Àngel, al costat del Passeig de la Castellana de Madrid.
En el seu últim període -entre 1933 i 1936- es van concentrar tots els grups dispersos ocupant el pavelló interior construït en un angle del jardí de la finca de Fortuny (que des de finals del segle XX alberga la Fundació José Ortega y Gasset), segons el disseny dels arquitectes Carlos Arniches Moltó i Martín Domínguez Esteve.

## Objectius i instal·lacions
En molts aspectes va seguir el model de la Residencia de Estudiantes per a homes. El seu objectiu principal era el foment de l'educació universitària per a les dones i el seu desenvolupament intel·lectual. Entre les seves instal·lacions disposava d'allotjament per a les estudiants, laboratoris per realitzar pràctiques —el laboratori Foster—, (perquè de les escasses dones que accedien a l'ensenyament superior moltes cursaven estudis de Farmàcia) i biblioteca, on es van començar a impartir les primeres classes de biblioteconomía a Espanya.
Oferia cursos de «llengües vives» –és a dir, alemany, anglès i francès–que impartien professores nadiues i, d'altra banda, cicles de conferències que pronunciaven intel·lectuals destacats, sobre tota mena de temes d'interès cultural o informatiu. Al costat d'aquests cicles s'organitzaven també sortides a museus, exposicions o visites culturals.

## Estudiants, professores i col·laboradores
Si el nombre de noies residents va ser de 30 en el primer curs, aquesta xifra va anar sempre en augment constant i els darrers cursos el nombre d'allotjades a la residència arribava a 350.
De les estudiants residents van sortir pedagogues, professores i mestres com Juana Moreno, Maria Comas Camps, Carme Serrallonga, Carmen Castilla, Margarita de Mayo Izarra, Elisa López Velasco o Carmen Isern; conservadores i directores de museus com María Luz Navarro Mayor; científiques com Dorotea Barnés, María García Escalera o Cecilia García de Cosa; Concha Criado Máñez, primera metgessa amb plaça de titular en un municipi espanyol; figures polítiques com Victòria Kent (una de les pioneres, entre les trenta que van inaugurar el projecte); filòsofes com Maria Zambrano, o especialistes en Dret com Matilde Huici.
Pràcticament la totalitat de les dones que van participar i van influir en la societat espanyola del primer terç del segle xx

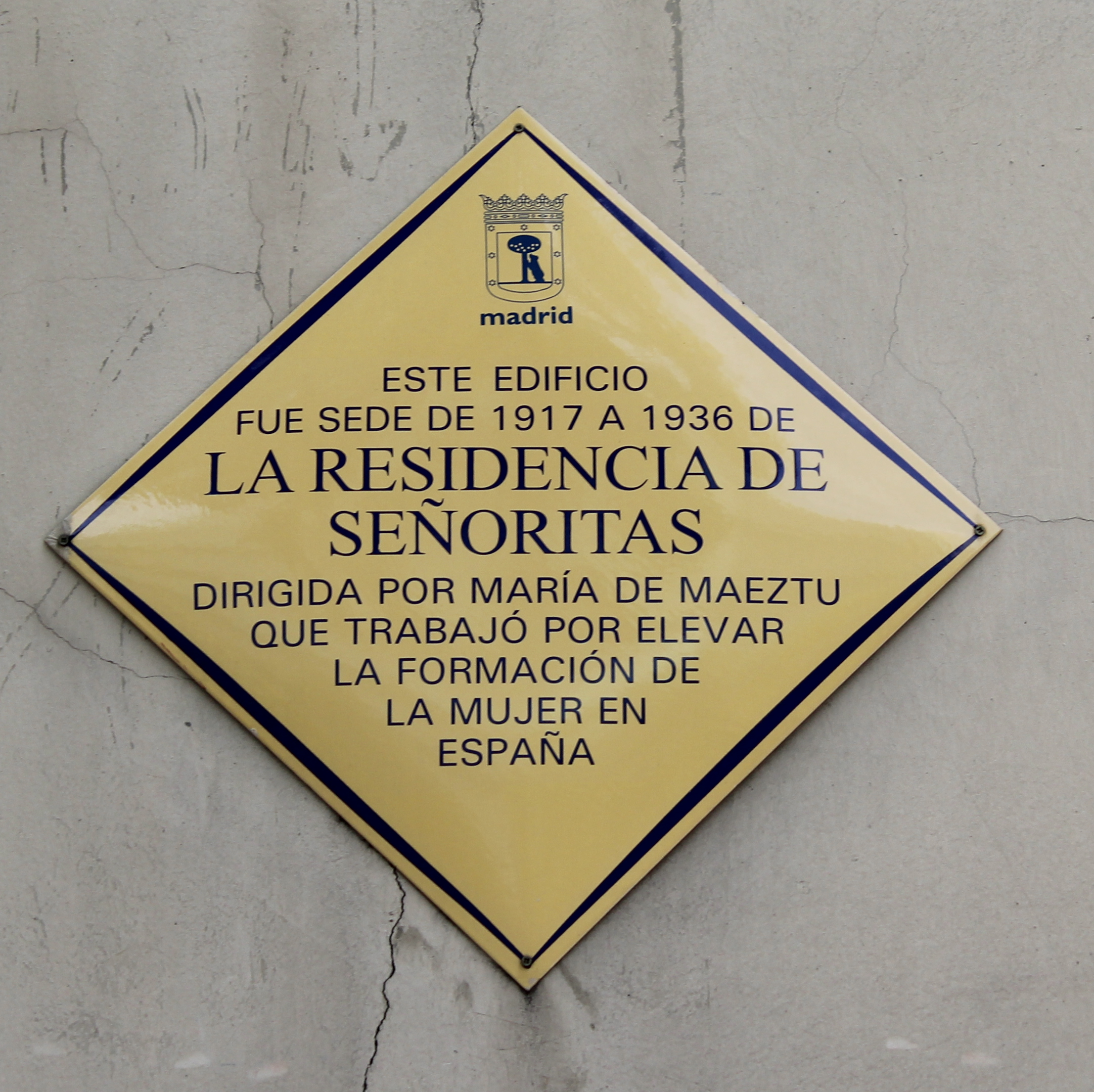
Placa a la seu que fou de la Residencia de Señoritas

van tenir relació en un o altre moment amb la Residencia de Señoritas. A més de les assenyalades anteriorment cal destacar Teresa Andrés, Delhy Tejero i Josefina Carabias, que van ser algunes de les seves residents més destacades.
En van ser professores Maria Goyri, María Zambrano, Victorina Durán i Maruja Mallo. Van participar en les seves activitats Zenobia Camprubí, Gabriela Mistral, Victoria Ocampo, María de la O Lejárraga, Clara Campoamor, Concha Méndez, Isabel Oyarzábal... i també Manuel García Morente, Américo Castro, Federico García Lorca o Salvador de Madariaga. I va rebre visitants d'excepció, com la científica i premi Nobel Marie Curie.

### Lyceum Club Femení i Associació Universitària Femenina
Cal anotar també que els espais, físics i de pensament creats i coordinats per la Residència van servir de bressol a la creació de l'Associació de Dones Espanyoles Universitàries i del Lyceum Club, del qual María de Maeztu seria presidenta.

### Vinculació amb l'Institut Internacional
La Residencia de Señoritas va mantenir una estreta relació amb l'Institut Internacional, organisme nord-americà que va contribuir al seu desenvolupament mitjançant la col·laboració tant material com humana. En aquest aspecte es documenta que el Comitè de Boston va realitzar nombroses aportacions econòmiques que permetien costejar salaris, millorar les instal·lacions, etc. Dins d'aquests programes d'intercanvi amb estudiants i professores estrangeres, la Residencia de Señoritas va cobrir el seu allotjament.

### Desenllaç
A causa de l'aturada per vacances, la Residencia de Señoritas es trobava pràcticament buida quan va esclatar la Guerra Civil el 1936. Les seves instal·lacions es van emprar llavors com a hospital, infermeria i orfenat. María de Maeztu va ser cessada el 21 de setembre de 1936 i va partir cap a l'exili. Es va constituir aleshores un Comitè que presidí Regina Lago i estigué format per Teresa Andrés, Encarnación Fuyola i Ernestina González -com a antigues residents- i Aurora Arnaiz, María Luisa Álvarez, Esperanza González, Pilar Coll i Laura Busca -com a residents. Una secció es va instal·lar a València a començaments de 1937.

## Desaparició i recuperació franquista

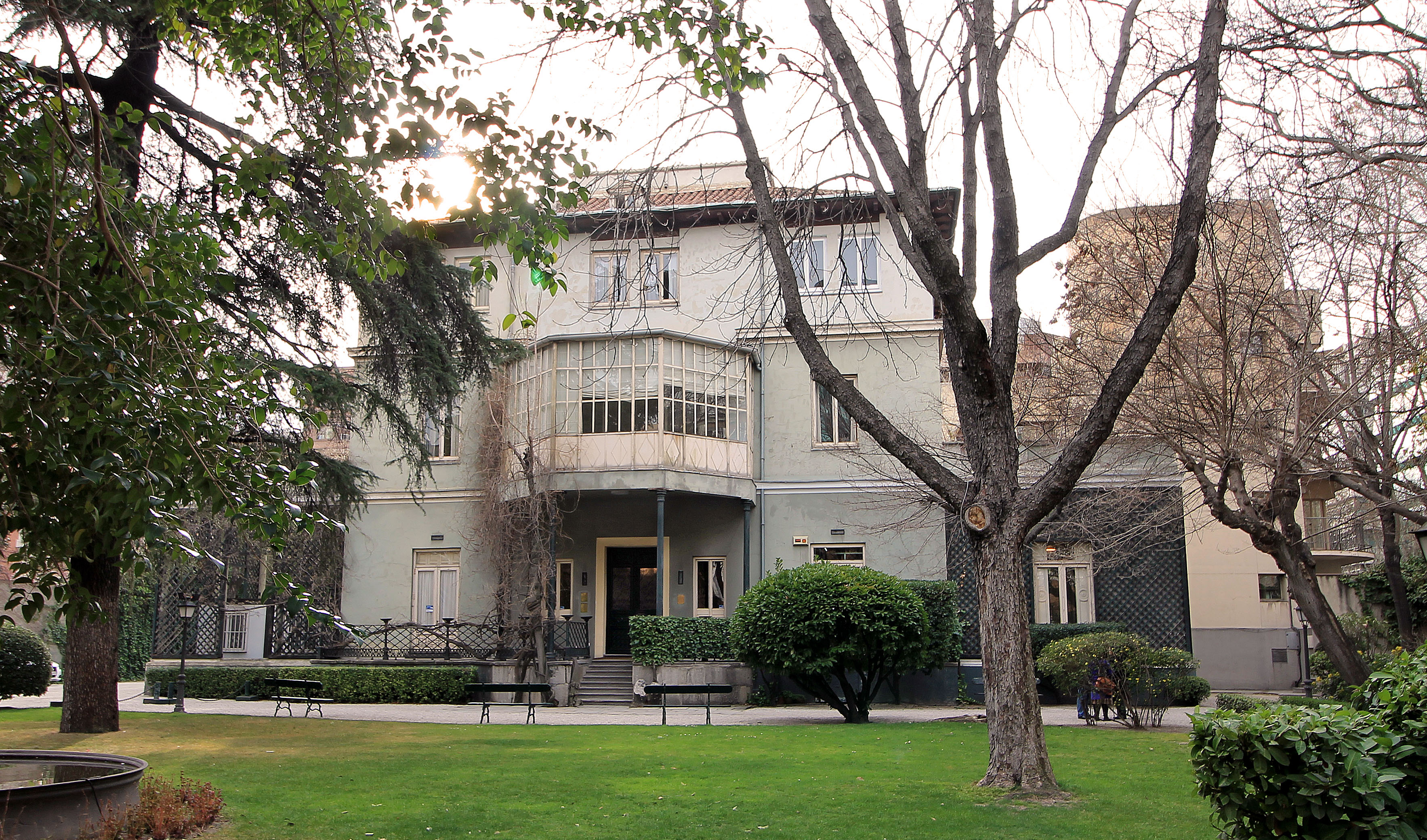
Residencia de Señoritas.

Després de la minuciosa depuració de funcionaris i professionals de l'educació fidels a la República, la Residencia va iniciar de nou la seva activitat el 15 de febrer de 1940 sota la direcció de Matilde Marquina García, membre destacat de la Sección Femenina de la Falange Española de les JONS. De manera oficial se li va donar el nou nom de Colegio Mayor Santa Teresa de Jesús, i sense cap relació amb els principis institucionals. Marquina va incorporar en el seu equip Eulàlia Lapresta, antiga secretària i mà dreta de Maria de Maeztu, i Enriqueta Martín, com a encarregada de la biblioteca. També va crear un nou càrrec, el d'assessor religiós, exercit pel sacerdot Félix García Vielba.
A mitjans dels anys vuitanta, aquest Col·legi Major va ser traslladat a la Ciutat Universitària de Madrid i en els locals del carrer de Fortuny, darrere de la Residència de Senyoretes, es va instal·lar la primitiva Fundació Ortega y Gasset, després Institut Universitari de la Fundació Ortega-Marañón.
Gràcies, en el seu dia, al zel del professor Vicente Cacho Viu, el suport de Soledad Ortega i la col·laboració posterior de les professores Capel Martínez i Alicia Moreno, s'ha conservat l'arxiu complet de la Residencia de Señoritas ("abandonat en una cantonada del jardí per ser despatxat com a material inservible").

## Projecció internacional
A partir de l'Arxiu de la Residencia i la seva valuosa correspondència s'han pogut documentar de manera minuciosa i fidel les relacions d'aquesta institució amb altres de perfil molt divers; des de diferents associacions feministes estrangeres (especialment la International Federation of University Women, que va celebrar un Congrés a Madrid el 1928 i les participants van ser acollides a les instal·lacions de la Residencia), fins a organismes paral·lels, com el «National Council for the Unmarried Mother and Child», la «British Federation», la Lliga de les Nacions sobre Drets de la Dona, la «International Woman Suffrage Alliance» o la «Ligue Internationale des femmes pour la Paix et la Liberté», entre d'altres.
Així mateix, a través de la correspondència que va mantenir María de Maeztu amb les seves alumnes, les famílies de les alumnes o les cartes de recomanació de tercers, s'ha pogut recuperar bona part del valor de la seva memòria epistolar, com subscriuen -de pròpia mà- les cartes de Maria Zambrano, María Goyri, Concha Espina, Victòria Kent, Clara Campoamor, Luis Jiménez de Asúa, Gregorio Marañón, Zenobia Camprubi, Rafael Alberti o personatges de la Generació del 98 com Azorín, Pío Baroja, Unamuno o Ramón María del Valle Inclán.